# Shock Tactics
Shock Tactics è il terzo album in studio della band inglese Samson, uscito nel 1981 per la casa discografica RCA Records.

## Descrizione
Si tratta dell'ultimo disco in cui compare il frontman Bruce Dickinson. Il cantante lascerà i Samson nel 1981 per poi unirsi, definitivamente, con gli Iron Maiden.
L'album si apre con una cover di Russ Ballard, Riding with the Angels. Ad eccezione del brano citato, tutte le altre canzoni sono state eseguite e scritte dai membri del complesso.
Il terzo lavoro dei Samson rientra nel filone NWBHM.

## Accoglienza
| Recensione | Giudizio |
| ---------- | -------- |
| Truemetal  | 8/10     |
| Metallized | 86/100   |
| Allmusic   | 4.5/5    |

Shock Tactics è considerato dalla critica come uno dei migliori dischi dei Samson. A tal proposito, il portale truemetal.it reputa l'album una pietra miliare della discografia di Dickinson. Per il database, l'LP è stato una sorta di anticipazione del sound degli Iron Maiden post-Paul DiAnno.

## Tracce
1. Riding with the Angels – 3:42
2. Earth Mother – 4:40
3. Nice Girl – 3:19
4. Blood Lust – 6:00
5. Go to Hell – 3:18
6. Bright Lights – 3:07
7. Once Bitten – 4:36
8. Grime Crime – 4:32
9. Communion – 6:32

## Formazione
- Bruce Dickinson – voce
- Paul Samson – chitarra elettrica
- Chris Aylmer – basso elettrico
- Thunderstick – batteria